# 20th Century Boy
20th Century Boy ist ein Lied der britischen Glam-Rock-Gruppe T. Rex aus dem Jahr 1973. Es wurde von Marc Bolan, dem Sänger und Frontmann von T. Rex, komponiert, der so gut wie alle Lieder der Gruppe komponiert hatte. Das Lied erreichte Platz 3 der britischen Charts. In Deutschland erreichte das Lied die Position 8 und hielt sich insgesamt 13 Wochen in den deutschen Charts. Der Song erschien auf keinem der regulären Alben der Gruppe. Die B-Seite ist Free Angel. 1991 wurde das Lied nochmals als Single veröffentlicht, nachdem es in einem Levi-Jeans Werbespot mit Brad Pitt zu hören war. Der Song erreichte 1991 Platz 13 der britischen Charts.
Die japanische Manga-Serie 20th Century Boys ist nach dem Song benannt. Es gibt zahlreiche Cover-Versionen des Liedes, darunter von Siouxsie and the Banshees (1979, B-Seite der Single The Staircase (Mystery)), Placebo (1998, aufgenommen für den Soundtrack des Films Velvet Goldmine), Buckethead, Def Leppard (auf dem Album Yeah!), Naked Raygun, The King, Kiyoharu und Adam Ant. Der Song erscheint auch im offiziellen Sound-Track des Filmes Dogtown Boys.